# USS Callao (1944)
De USS Callao (IX-205) was in dienst bij de Amerikaanse marine tussen 1945 en 1950. Het werd in Nederland gebouwd in opdracht van de Duitse bezetter. Tijdens een militaire actie bij Groenland is het schip in oktober 1944 in handen gekomen van de Amerikanen.

## Geschiedenis
In 1941 gaf de Duitse bezetter van Nederland de Rotterdamse NV Machinefabriek en Scheepswerf P. Smit Jr. opdracht een trawler te bouwen, de Mannheim. Tijdens de oorlog dwongen de Duitsers de scheepswerf tot samenwerking. Als het bedrijf een order weigerde, kreeg het ook geen materiaal meer. In juli 1940 vorderde de Kriegsmarine 3.000 binnenvaartschepen die omgebouwd moesten worden voor de invasie in Engeland; bij Scheepswerf Piet Smit zijn 130 schepen verbouwd. Tot in het laatste oorlogsjaar heeft de scheepswerf werk gehad. Na Dolle Dinsdag - 6 september 1944 – voelden de Duitsers zich in het nauw gedreven. Het bedrijf werd ontmanteld; alle machines en voorraden werden in schepen geladen en naar Duitsland vervoerd. De achtergebleven installaties werden zwaar beschadigd.
Op 5 mei 1944 werd het schip opgeleverd als hulpschip van de Duitse marine. De naam werd Externsteine, een verwijzing naar een gelijknamige formatie van zandstenen in het Teutoburgerwoud in Duitsland waar de Duitse machthebbers een fascinatie voor hadden. De Externsteine werd ingezet bij een missie om gegevens over het weer te verzamelen. Deze weersinformatie was noodzakelijk. De geallieerden bombardeerden Duitse steden en bij slecht weer was dit uitgesloten. Een weerstation in het noorden van de Atlantische Oceaan was nodig om een goed beeld te krijgen van de weersverwachtingen. Voor 1944 werden al diverse pogingen gedaan, maar deze Duitse weerstations werden door de geallieerden gevonden en vernietigd. De zogenaamde Greenland Patrol van de Amerikaanse kustwacht speelde hierbij een belangrijke rol.

## Externsteine naar Groenland
In 1944 deden de Duitsers een nieuwe poging. Drie teams van meteorologen en militairen werden uitgezonden om weerstations op te zetten en de gegevens door te seinen naar Duitsland. De Externsteine was deel van operatie EDELWEISS. Deze operatie moest een weerstation in het oosten van Groenland opzetten. Op 1 september 1944 werd een Duits schip nabij Groenland door de Amerikaanse kustwacht onderschept. IJsbreker USS Northland achtervolgde het Duitse schip. De bemanning bracht het schip tot zinken, maar alle 28 bemanningsleden werden gered. Het schip had een team aan land gezet; dit team van 12 man werd op 4 oktober 1944 omsingeld en door de Amerikanen gevangengenomen. Uit de documenten die buit werden gemaakt bleek nog een tweede team actief te zijn op Groenland.
De kustwacht ging verder op zoek naar dit tweede team. Op 14 oktober 1944 werd een schip vast in het ijs gesignaleerd op circa 16 kilometer ten oosten van kaap Borgen. Het schip was gecamoufleerd, wit geschilderd, maar wel zichtbaar op het radar. Twee ijsbrekers van de kustwacht, de USCGC Southwind en USCGC Eastwind, naderden het schip onopgemerkt op 15 oktober. Na het afvuren van lichtkogels en gericht vuur in de directe nabijheid van het schip, gaf de Duitse bemanning zich over aan de USCGC Eastwind. De Amerikanen enterden het schip en de bemanning werd gevangengenomen. Drie Duitse officieren bleven op het schip achter en hielpen de explosieven, om het schip tot zinken te brengen, onschadelijk te maken.
Op de Extersteine kwam een Amerikaanse bemanning. De motor werden gestart en met hulp van de ijsbrekers werd het schip losgemaakt uit het ijs. Het schip was oorlogsbuit en kreeg de tijdelijke naam USS Eastbreeze. De Eastbreeze zette koers naar Boston en kwam daar begin 1945 aan.

## USS Callao
Op 24 januari 1945 kwam het schip in dienst bij de Amerikaanse marine onder de naam USS Callao. Onder Amerikaanse vlag bleef het schip nog vijf jaar varen, maar werd uiteindelijk in mei 1950 uit dienst genomen en verkocht op 30 september 1950. De koper was de J.C. Beckwit Company uit New York die het schip tot schroot verwerkte.